# Johan Lundström i Norsjö
Johan Anton Lundström (i riksdagen kallad Lundström i Norsjö), född 21 maj 1854 i Norsjö församling , död 29 augusti 1902 i Norsjö, var en svensk lantbrukare och politiker (Lantmannapartiet, tidvis liberal).
Johan Lundström, som kom från en bondesläkt, var från början av 1880-talet lantbrukare i Norsjö, där han också blev verksam som kommunalstämmans ordförande 1880–1902 och kommunalnämndens ordförande 1887–1890. Han var även predikat i Norsjö missionsförsamling, vars ordförande han var i perioder.
Han var riksdagsledamot i andra kammaren 1888–1902 för Västerbottens norra domsagas valkrets. I riksdagen tillhörde han det frihandelsvänliga Gamla lantmannapartiet 1888–1894 och följde med till det återförenade Lantmannapartiet 1895–1896, men under mandatperioden 1897–1899 anslöt han sig i stället till den liberalt präglade Bondeska diskussionsklubben. Då denna år 1900 uppgick i Liberala samlingspartiet valde han att stå utanför som vilde, och 1901–1902 tillhörde han åter Lantmannapartiet.
Som riksdagsman var han bland annat ledamot i bevillningsutskottet 1896–1902. Han engagerade sig exempelvis för bättre villkor åt värnpliktiga och om förbud mot att dela ut brännvin vid handel med "den renskötande lappbefolkningen".